# Махала ел Кубра
Махала ел Кубра (المحلة الكبرى) је град у Египту у гувернорату Гарбија. Према процени из 2008. у граду је живело 450.833 становника.

## Становништво
Према процени, у граду је 2008. живело 450.833 становника.
| 1986.   | 1996.   | 2006.   |
| ------- | ------- | ------- |
| 306.509 | 395.402 | 442.884 |